# 춘천 분기점
춘천 분기점(春川分岐點, Chuncheon Junction, 춘천JC)은 강원특별자치도 춘천시 동산면 조양리와 봉명리에 걸쳐 설치된 중앙고속도로와 서울양양고속도로가 만나는 분기점이자 서울양양고속도로 서울춘천고속도로 민자구간의 종점이다.

## 연혁
- 2006년 1월 6일 : 분기점 신설을 위해 춘천시 도시계획시설 교통광장에 춘천시 동산면 조양리, 봉명리 일원을 춘천 분기점으로 고시[1]
- 2009년 7월 15일 : 서울양양고속도로 서울 ~ 춘천 구간 개통과 함께 영업 개시[2]

## 구조물 정보
이중 Y자형 입체 교차로이며,이와 같은 형태로는 함양울산고속도로의 서울주 분기점,동해고속도로(울산-포항)의 울산 분기점이 있다.
- 위치: 강원특별자치도 춘천시 동산면 조양리, 봉명리

## 접속하는 노선

### 부산・춘천방면
- 중앙고속도로 (36번)

### 서울・양양방면
- 서울양양고속도로 (8번)